# Puente de San Andrés (San Millán de Juarros)
El puente de San Andrés se sitúa en la localidad de San Millán de Juarros, perteneciente al municipio de Ibeas de Juarros. Ambas localidades pertenecen a la provincia de Burgos (Castilla y León, España).
Es un puente medieval situado sobre el río Cueva, en el camino Real.

## Historia
En la localidad de San Millán de Juarros podemos encontrar el puente predominantemente gótico de San Andrés. Es un puente que posee intervenciones modernas y contemporáneas, aunque perteneciente al siglo XII.
Debido a la densidad de la población en los núcleos de esta zona desde la época romana y altomedieval con un notable desarrollo ganadero, eran necesarias las comunicaciones. El puente sobre el río Cueva se encuentra perfectamente adaptado al medio ambiente utilizando la piedra local como material de construcción. Muestra un el precioso ejemplo del desarrollo sufrido en la Edad Media, aunque haya caído en el desuso se encuentra restaurado. Sin duda es significativo y característico.

## Características
Haciendo referencia a las particularidades del Puente de San Andrés, podemos definir que nos encontramos ante un puente de sillería con un vano de medio punto y perfil alomado.
Posee una longitud de 18 metros, una anchura de 4,30 metros y 4,40 metros de altura. Su vano de medio punto con bóveda de cañón de sillería, alcanza una luz de 10 metros.
Otras características técnicas:
- Tímpanos y estribos de sillería e imposta tangente a la boquilla.
- Firme empedrado.
- Muro de encauzamiento de sillería aguas arriba.
- Actualmente, pretil con lanchas de una pieza que en parte están desmontadas.

## Estilo
Predominantemente gótico, con intervenciones modernas y contemporáneas. Presenta sencillez y el carácter popular de las obras románicas de la comarca con una policromía derivada de la utilización de la piedra arenisca de origen local.